# رافاييل غارسيا غارسيا
رافاييل غارسيا غارسيا (بالإسبانية: Rafael García García)‏ (14 يناير 1986 بثيوداد ريال في إسبانيا - ) هو لاعب كرة قدم إسباني في مركز الوسط. لعب مع خيتافي ب وديبورتيفو ألافيس ورايو فايكانو ب ورايو فايكانو ونادي خيريث ونادي دينامو تبليسي ونادي ريوس ديبورتيو ونادي سان سباستيان دي لوس رييس ونادي لوغو.

## وصلات خارجية
- رافاييل غارسيا غارسيا على موقع قاعدة بيانات كرة القدم.إي يو (الإنجليزية)
- رافاييل غارسيا غارسيا على موقع Soccerway.com (الإنجليزية)
- رافاييل غارسيا غارسيا على موقع AS.com (الإسبانية)